# Geografia da Turquia

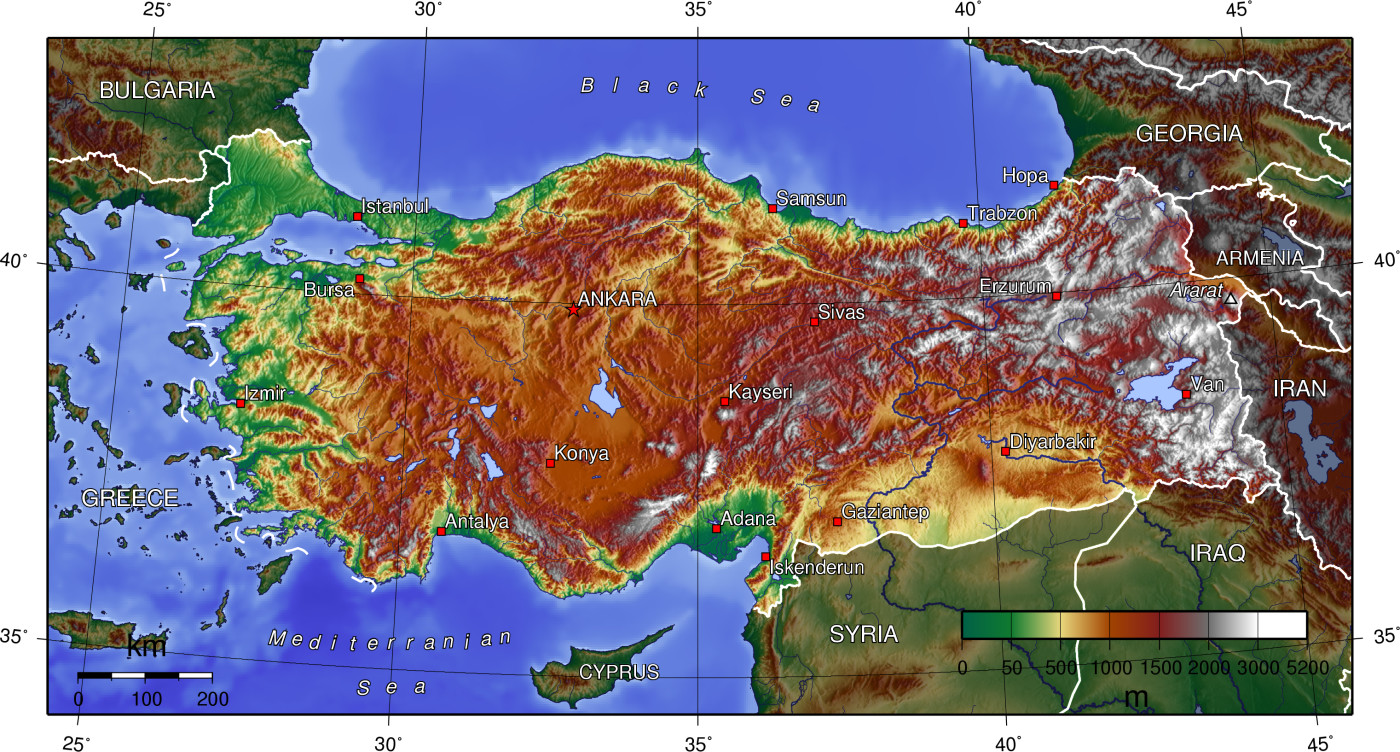
Mapa topográfico da Turquia

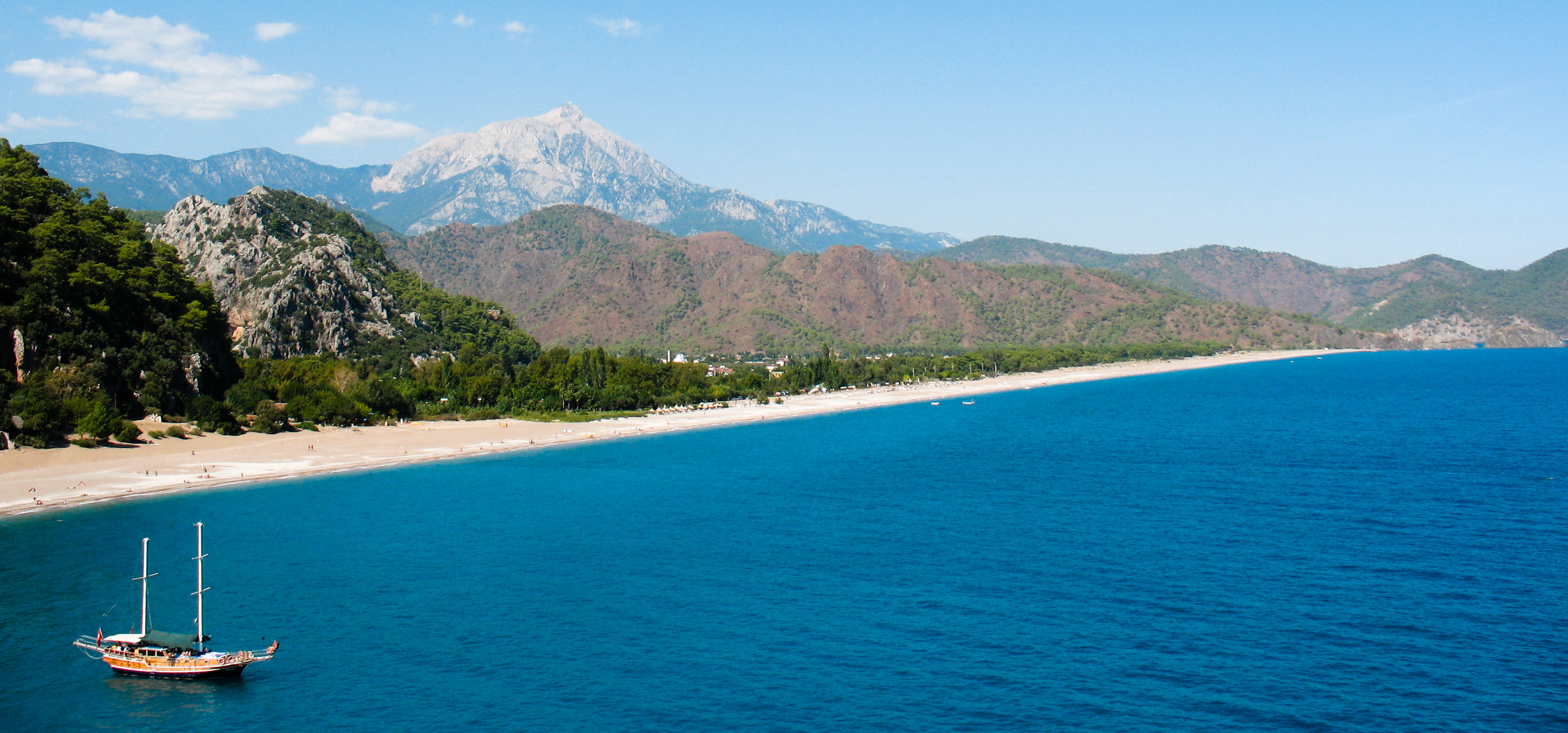
A praia de Olimpos, na região do Mediterrâneo

A Turquia é um país transcontinental situado na Eurásia cujo território é aproximadamente um retângulo, localizado entre as coordenadas 36° a 42° norte e 26° a 45° leste, com cerca de 1 500 km na direção leste-oeste, 1 650 km na direção sudeste-noroeste e entre 450 e 650 km na direção norte-sul. A oeste do mar de Mármara e dos Estreitos Turcos situa-se a parte europeia, a Trácia Oriental, que constitui 3% (23 764 km²) da área do país. A leste situa-se a parte asiática, a península da Anatólia, a qual constitui 97% (755 688 km²) da Turquia. A área total, incluindo lagos, é de 779 452 km², o que faz  do país o 36º do mundo em superfície.
As variadas paisagens da Turquia são o produto de complexos movimentos telúricos que deram forma à região ao longo de milhões de anos e ainda se manifestam em terramotos relativamente frequentes. As últimas erupções vulcânicas ocorreram em tempos históricos, nomeadamente no monte Argeu, próximo da atual Kayseri. O Bósforo, os Dardanelos e o Mar Negro devem a sua existência às falhas geológicas que atravessam o território turco. Os terramotos na Turquia são provocados principalmente pela Falha Setentrional da Anatólia (Kuzey Anadolu Fay Hattı), que percorre todo o norte, paralelamente à costa do mar Negro, e à Falha Oriental da Anatólia (Doğu Anadolu Fay Hattı), que corre paralelamente à costa mediterrânica desde o mar Morto, encontrando-se com a Falha Setentrional no nordeste da Anatólia.
A maior cidade do país e da Europa, Istambul (anteriormente chamada Bizâncio, depois Constantinopla), encontra-se entre a Trácia e a Anatólia, dividida ao meio pelo estreito do Bósforo. Trata-se da única cidade do mundo situada em dois continentes.

## Regiões
A Anatólia (também conhecida como Ásia Menor) está rodeada por mar em três dos seus lados — a sul pelo mar Mediterrâneo, a oeste pelo mar Egeu, a noroeste pelo mar de Mármara e pelos Estreitos Turcos, e a norte pelo mar Negro. Este está ligado ao mar de Mármara pelo estreito do Bósforo, que divide a antiga capital Istambul em duas. Por sua vez, o mar de Mármara está ligado ao mar Egeu pelo estreito de Dardanelos.

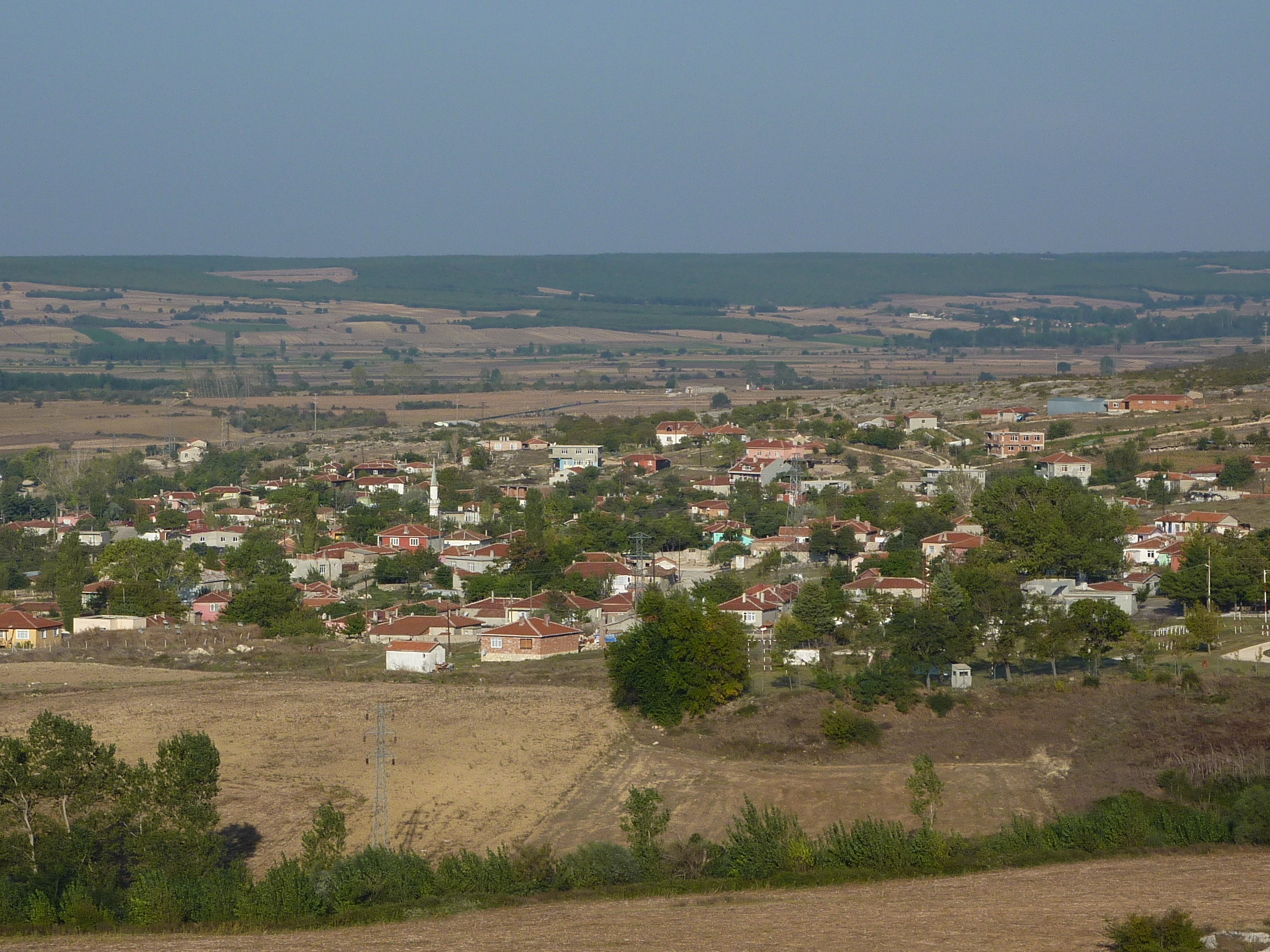
Vista de Vize, uma cidade da Trácia Oriental

A Trácia Oriental (também conhecida como Rumélia), a noroeste, faz fronteira com a Grécia (206 km) e a Bulgária (240 km). A Anatólia faz fronteira a nordeste com a Geórgia (252 km), a Arménia (268 km) e o enclave de Naquichevão do Azerbaijão (9 km), a leste com o Irão (499 km), a sudeste com o Iraque (331 km) e a sul com a Síria (822 km).
A Trácia Oriental é constituída por colinas de pouca altitude e declive suave na sua maior parte, acentuando-se ligeiramente o relevo junto às costas do mar de Mármara e do Bósforo. A Anatólia é formada por um planalto central, rodeado na sua maior parte de montanhas que o isolam do mar Negro, do Mediterrâneo e do resto da Ásia, existindo também zonas montanhosas no interior. Entre as montanhas e as costas, existem geralmente planícies costeiras, geralmente estreitas, e vales, por vezes bastante largos, embora em muitos lugares as montanhas cheguem ao mar.
Para efeitos estatísticos, a Turquia está dividida em sete regiões (bölge), as quais têm uma correspondência grosseira com as principais regiões geográficas.
As regiões ocidentais de Mármara (Marmara Bölgesi) e do Egeu (Ege Bölgesi) partilham muitas características comuns, apresentando muitas zonas planas e de colinas suaves, geralmente rodeadas de montanhas de pouca altitude. A Região de Mármara é a mais densamente povoada e mais desenvolvida economicamente de todo o país, tanto pelas indústrias aí instaladas, como pela agricultura e pesca. Há muitas florestas e planícies e vales amplos muito férteis, dentre os quais se destacam o Vale de İzmit e as planícies de Bursa e de Troia, esta última no extremo sul dos Dardanelos.

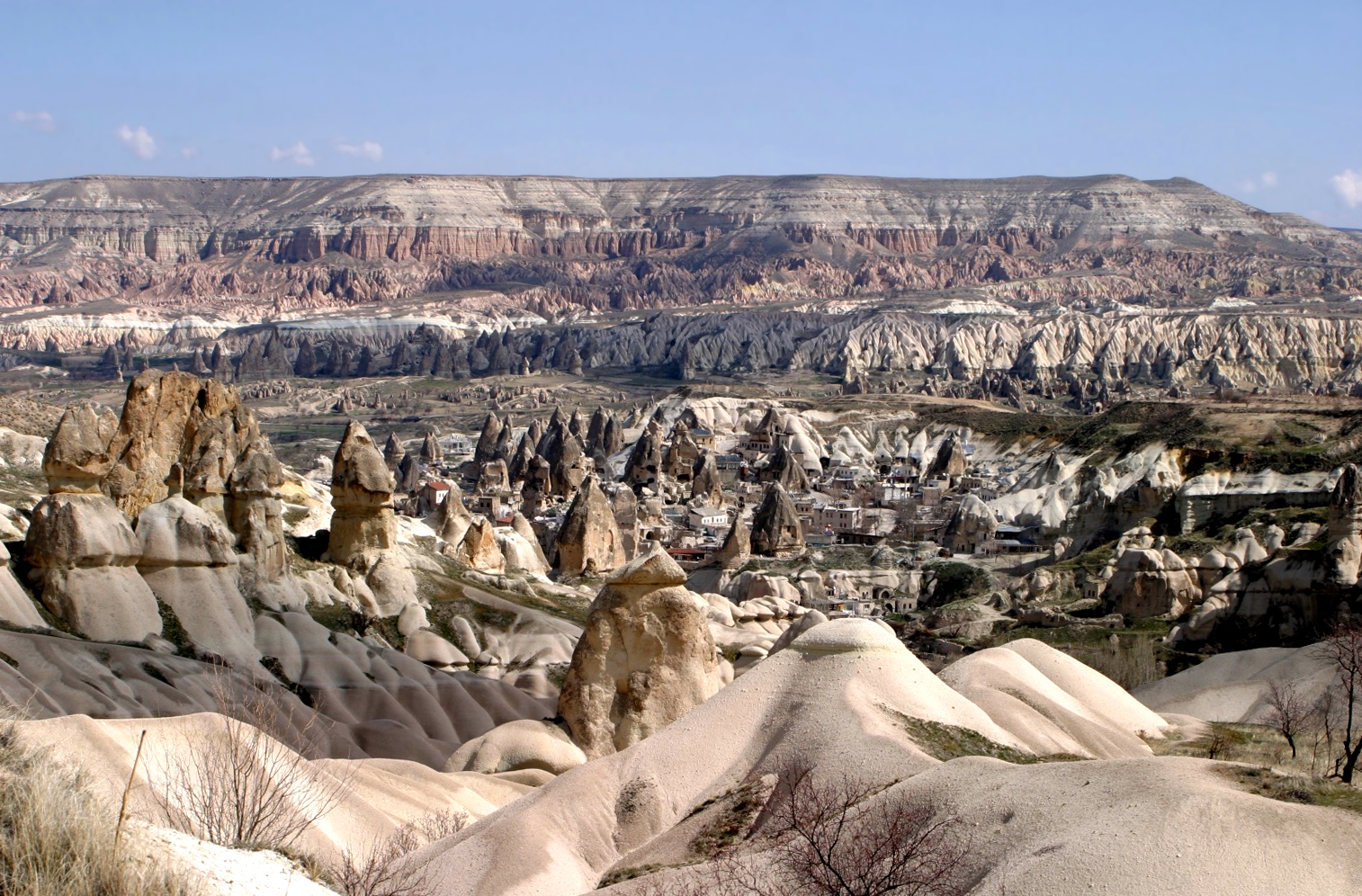
A paisagem peculiar da Capadócia, na Região da Anatólia Central

A Região do Mediterrâneo (Akdeniz Bölgesi) ocupa o sul; está separada do interior pelos montes Tauro, que correm paralelos ao Mediterrâneo, por vezes chegando à costa, mas na maior parte dos lugares estão dela separados por planícies costeiras férteis, onde se concentra a maior parte da população e onde a agricultura está mais desenvolvida. As zonas montanhosas são densamente florestadas. A região do Mar Negro (Karadeniz Bölgesi), a norte, tem uma orografia com muitas semelhanças com a do Mediterrâneo, embora o clima seja bastante diferente. Entre essas duas regiões situa-se a Região da Anatólia Central (İç Anadolu Bölgesi), que corresponde ao planalto da Anatólia; é uma região de planícies, colinas, pradarias e estepes, frequentemente áridas e com baixa densidade populacional, com diversos lagos, alguns deles salgados, e algumas zonas montanhosas. A Anatólia Central está rodeada de montanhas; as duas principais cadeias montanhosas da Turquia, os montes Tauro e os montes Pônticos, convergem a leste desta região.
Na Região da Anatólia Oriental (Doğu Anadolu Bölgesi) o planalto da Anatólia dá lugar ao planalto Arménio e aí se encontra grande parte das montanhas mais altas e o maior lago do país, o lago de Vã. Historicamente, as zonas mais orientais foram parte da Arménia, a norte, e do Curdistão, a sul. A Região do Sudeste da Anatólia (Güneydoğu Anadolu Bölgesi) é limitada a norte pela extremidade sudeste dos Montes Tauro, usualmente designada por Antitauro ou Güney Dağları, que a separam da Anatólia Oriental, e pela "Plataforma Arábica", um planalto com zonas de colinas que se prolonga até ao interior da Síria e Iraque, que no lado turco assume os nomes (de oeste para leste) de planalto de Gaziantep, planalto de Urfa e planalto de Mardin. Historicamente as zonas mais orientais fazem parte do Curdistão e são a a zona de transição entre a Anatólia e a Mesopotâmia, sendo atravessadas pelo rio Eufrates a oeste e pelo rio Tigre a leste.

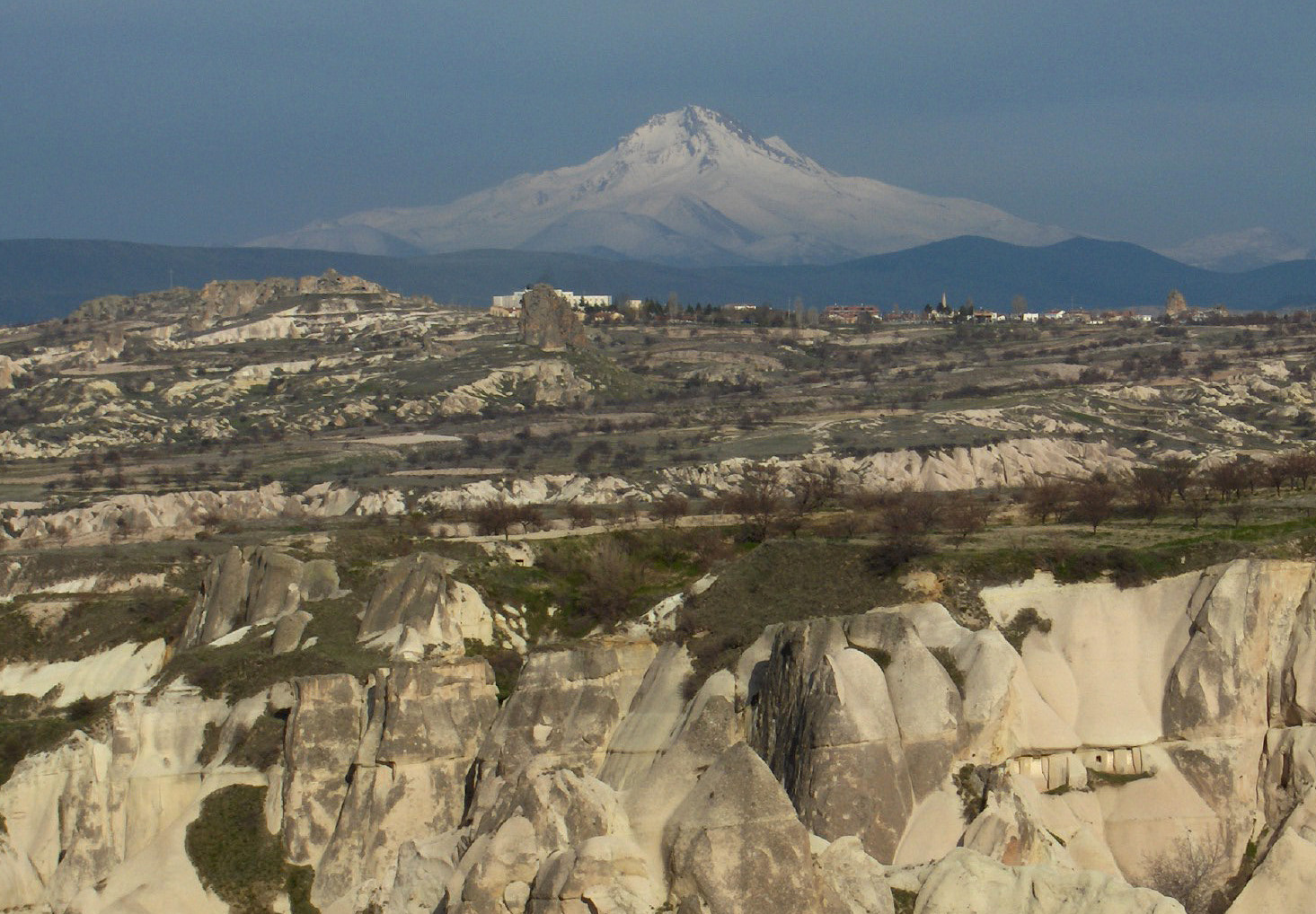
O monte Argeu (Erciyes Dağı) um dos vulcões que deu origem à paisagem da Capadócia, a 7ª montanha mais alta da Turquia

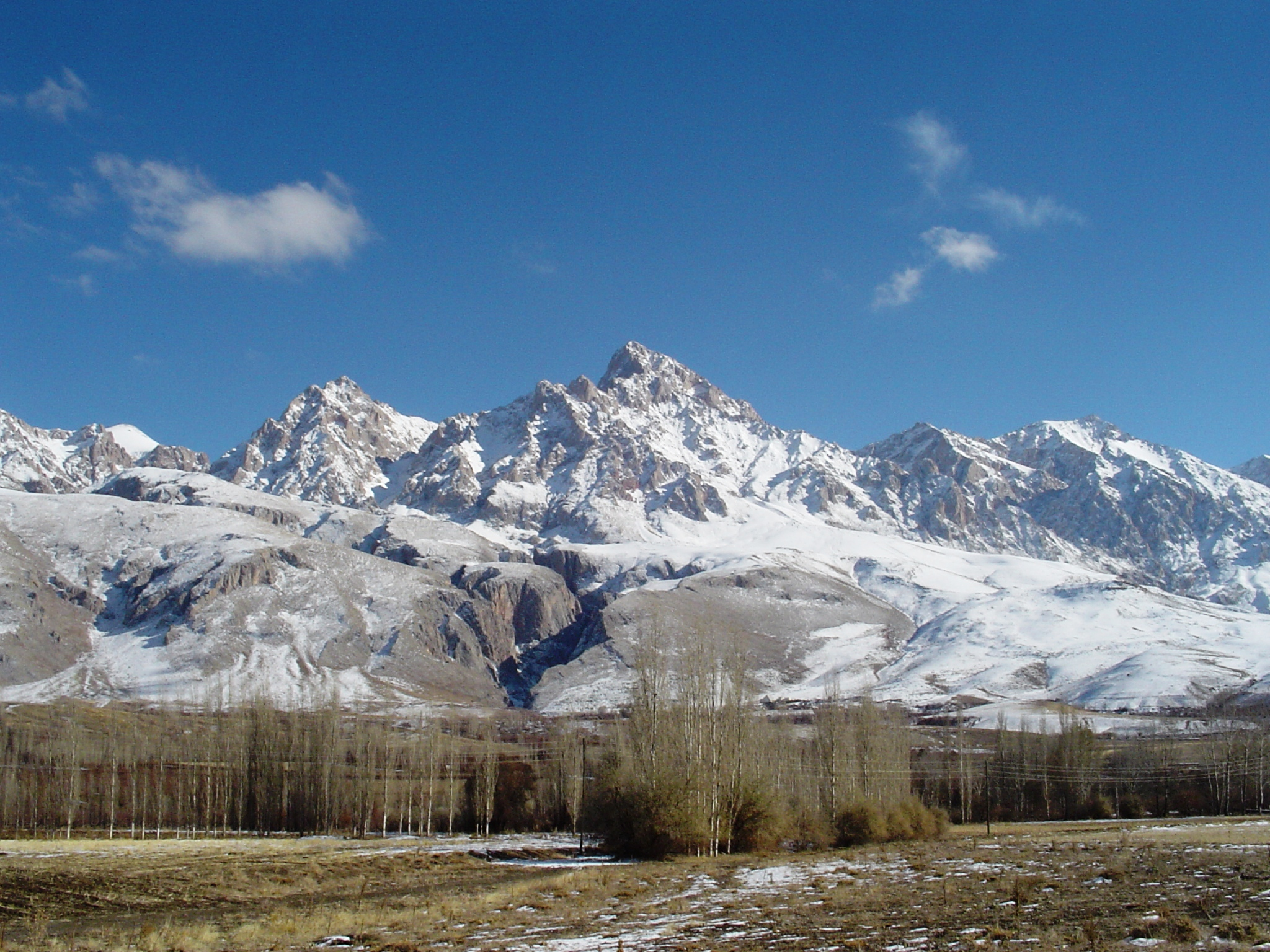
O Demirkazık Dağı, no maciço de Aladağlar, sudeste de Niğde

## Montanhas
As montanhas tendem a ser mais altas a leste — tipicamente, os cumes mais altos a oeste não ultrapassam os 1 500 m, embora haja picos acima dos 2 000 m, como por exemplo o Uludağ, perto de Bursa e do mar de Mármara, cujo ponto mais alto se situa a 2 543 m. Nas montanhas que rodeiam a Anatólia Central são comuns os cumes com mais de 2 000 m e existem diversos bastante mais altos. De forma semelhante, o terreno do chamado planalto da Anatólia, um termo que alguns aplicam a uma faixa a oeste do lago Tuz e outros a praticamente toda a Antólia Central, é progressivamente mais acidentado, variando a altitude média entre os 600 e os 1 200 m. Nas regiões mais a leste, onde o planalto é substituído por terrenos mais montanhosos, as altitudes médias mais comuns situam-se entre os 1 500 e os 2 000 m.
As cordilheiras mais extensas e mais altas são os montes Tauro (Toros Dağları), a sul e leste, e os montes Pônticos (Kuzey Anadolu Dağları), a nordeste. Entre as costas norte e noroeste da Anatólia e o interior erguem-se os montes Köroğlu (Köroğlu Dağları).
Os montes Tauro estendem-se desde as proximidades do mar de Mármara até às fronteiras orientais. Entre a região de Bursa e de Antália, correm na direção de sudeste, paralelos à costa do Egeu, a cerca de 250 km desta. A partir de Antália e até Mersin correm junto à costa mediterrânica. A partir daí, a cadeia penetra para o interior, em direção a nordeste. Este troço é também chamado de Antitauro, que alguns distinguem dos Montes Tauro. Por vezes o termo Antitauro é aplicado apenas à cadeia de Aladağlar, situada a sudeste de Niğde, onde se situa o cume mais alto do Tauro, o Demirkazık Dağı, com 3 756 m. O termo Antitauro também é frequentemente usado para designar o conjunto das cordilheiras que se prolongam para leste e para nordeste. Segundo algumas classificações mais simplistas, os Montes Tauro prolongam-se até às fronteiras orientais com o Iraque e Irão, enquanto que outros autores usam outros nomes para designar as cadeias montanhosas mais a leste e reservam o nome de Tauro para as montanhas entre Antália e Mersin.

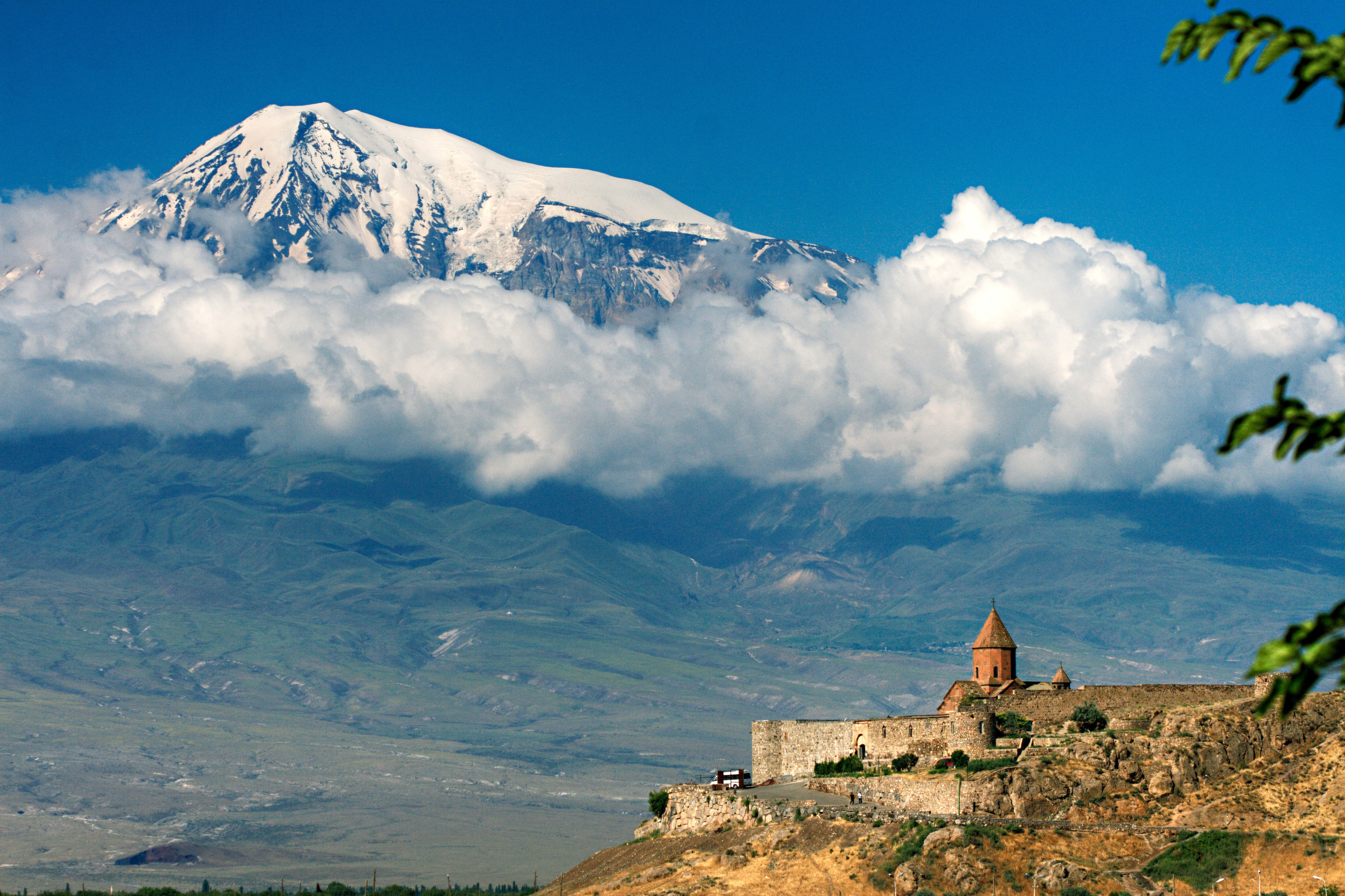
O monte Ararate, o ponto mais alto da Turquia, visto da Arménia, com o Mosteiro de Cor Virape em primeiro plano

A montanha mais alta da Turquia é o monte Ararate (Ağrı Dağı), um vulcão extinto com 5 165 m, onde, segundo a tradição judaico-cristã, atracou a Arca de Noé, a qual, segundo a lenda, está enterrada no cume. O monte Ararate e o seu vizinho "Pequeno Ararate" (também chamado monte Sis ou Küçük Ağrı em turco) situam-se no planalto Arménio, junto ao local onde se encontram as fronteiras da Turquia, Arménia e Irão. São geralmente classificados como montanhas isoladas, mas também se usa o termo "maciço de Ağrı" para designar a formação montanhosa onde se inserem. Outros autores consideram o maciço como parte do Cáucaso e outros como fazendo parte do Tauro Oriental.
A região montanhosa onde há maior concentração de picos de grande altitude situa-se em volta do lago de Vã e é usualmente designada como Tauro Oriental. Os cumes mais altos concentram-se principalmente nas margens norte e oriental, nomeadamente na província de Hakkâri, que faz fronteira com o Irão e com o Iraque. Outras regiões onde se encontram algumas das montanhas mais altas da Turquia são a província de Niğde, na cordilheira de Aladağlar e a província de Rize, a norte-nordeste, na Montes Kaçkar (Kaçkar Dağları), onde se concentram os cumes mais altos dos Montes Pônticos.

## Clima
|                                                                        |  |                                                                              |
| Diagrama de temperaturas e precipitação médias em Istambul (noroeste). |  | Diagrama de temperaturas e precipitação médias em Ancara (planalto central). |

Embora a maior parte do território da Turquia se possa considerar mediterrânico, a variedade da topografia e, principalmente, a existência de cadeias de montanhas que correm paralelamente a quase todas as regiões costeiras e que impedem que a influência marítima avance para o interior, criam grandes variações climáticas regionais.
O clima das áreas litorais do Egeu e do Mediterrâneo é do tipo mediterrânico, com invernos chuvosos e verões quentes e relativamente secos, embora com elevada humidade relativa. As temperaturas no inverno podem ser bastante baixas, principalmente a ocidente, mas geralmente são relativamente amenas, sobretudo a leste de Antália. A precipitação varia entre 580 e 1 300 mm anuais. As temperaturas médias rondam os 9°C no inverno e 29°C no verão, sendo frequentes máximas próximas dos 40°C.
Na região de Mármara e do Bósforo, uma zona de transição entre o clima mediterrânico, a sul, e o clima oceânico do mar Negro, a norte, as condições climatéricas têm muitas semelhanças com as do sul e norte. No entanto, os invernos tendem a ser mais frios, sendo frequentes temperaturas negativas e neve no inverno, alguns dias frios na primavera, verão e outono, e chuvas estivais. À semelhança do que se passa na generalidade da Anatólia ocidental, as temperaturas médias rondam os 5°C no inverno, com mínimas muito próximas de 0°C, e 23°C no verão, sendo frequentes máximas próximas dos 35°C.
|                                                                                       |  |                                                               |
| Diagrama de temperaturas e precipitação médias em Antália (sul, costa mediterrânica). |  | Diagrama de temperaturas e precipitação médias em Vã (leste). |

As regiões costeiras do mar Negro, que têm um clima oceânico, são húmidas e apresentam verões menos quentes e mais chuvosos que as restantes áreas costeiras. São as únicas zonas em que chove todo o ano, principalmente nas áreas mais orientais, onde se registam médias de precipitação anual de 2 240 mm. As temperaturas médias são de 23°C no verão e de 7°C no inverno. No entanto, em regra a precipitação no resto do território turco é menor a leste do que a oeste.
O interior da Anatólia, com um clima continental semiárido, apresenta grandes amplitudes térmicas, tanto diárias como anuais, com verões muito quentes e invernos muito rigorosos. As temperaturas médias no planalto central são de 23°C no verão e de -2°C no inverno, descendo para 17°C e -13°C a leste e a sudeste. A precipitação é escassa na maior parte destas regiões e grande parte dela é na forma de neve que chega a permanecer durante 120 dias anualmente no planalto central. As temperaturas mínimas chegam aos -30°C e -40°C. Nas regiões de leste e sudeste os invernos são longos e mais frios do que no resto do território — algumas zonas ficam cobertas de neve entre novembro e abril. As áreas mais secas situam-se na Região do Sudeste da Anatólia e na província de Cónia, onde a precipitação média anual não ultrapassa os 300 mm.
| Clima da Turquia por região   | Clima da Turquia por região | Clima da Turquia por região       | Clima da Turquia por região       | Clima da Turquia por região | Clima da Turquia por região |
| Região                        | Temperatura média (°C)      | Temperatura máxima registada (°C) | Temperatura mínima registada (°C) | Humidade relativa média (%) | Precipitação média (mm)     |
| ----------------------------- | --------------------------- | --------------------------------- | --------------------------------- | --------------------------- | --------------------------- |
| Região de Mármara             | 13,5                        | 44,6                              | -27,8                             | 71,2                        | 564,3                       |
| Região do Egeu                | 15,4                        | 48,5                              | -45,6                             | 60,9                        | 706,0                       |
| Região do Mediterrâneo        | 16,4                        | 45,6                              | -33,5                             | 63,9                        | 706,0                       |
| Região do Mar Negro           | 12,3                        | 44,2                              | -32,8                             | 70,9                        | 828,5                       |
| Região da Anatólia Central    | 10,6                        | 41,8                              | -36,2                             | 62,6                        | 392,0                       |
| Região da Anatólia Oriental   | 9,7                         | 44,4                              | -45,6                             | 60,9                        | 569,0                       |
| Região do Sudeste da Anatólia | 16,5                        | 48,4                              | -24,3                             | 53,4                        | 584,5                       |